# Larry Fink
Larry Fink (Los Angeles, 1952) is een Amerikaans zakenman, mede-oprichter en CEO van BlackRock, de grootste vermogensbeheerder ter wereld.
Fink is interim covoorzitter van het World Economic Forum en lid van de Council on Foreign Relations.

## Vroege leven
Fink werd in 1952 te Los Angeles geboren. Hij groeide op als een van drie kinderen in een gezin Joodse Amerikanen. Zijn moeder was professor Engels en zijn vader bezat een schoenenwinkel.
In 1974 behaalde Fink een BA in politieke wetenschappen aan de UCLA, twee jaar later een MBA (in vastgoed) aan de UCLA Anderson School of Management.

## Carrière

### 20e eeuw
In 1976 begon Fink bij investeringsbank First Boston in New York te handelen in mortgage-backed securities, een type asset-backed security, en kwam aan het hoofd van de afdeling obligaties te staan. Hij maakte snel carrière bij First Boston.
Fink trad toe tot de raad van bestuur, was mededirecteur van de Taxable Fixed Income Division, richtte het Financial Futures and Options Department op en leidde de Mortgage and Real Estate Products Group. Hij had een belangrijk aandeel in de ontwikkeling van de hypotheekobligaties die jaren later aan de basis van de kredietcrisis zouden liggen.
Na verkeerdelijk te hebben gegokt op een rentestijging, met zwaar verlies tot gevolg in 1986, werd Fink naar de uitgang gedreven. Toen hij in 1988 gekwetst First Boston verliet besloot hij een onderneming te beginnen die naast het investeren van geld van klanten ook een gesofistikeerd risicobeheer zou verzorgen.
Fink richtte binnen de Blackstone Group mee BlackRock op en werd er directeur en CEO van. Hij bleef dit toen BlackRock zich in 1994 van Blackstone afsplitste. Het bedrijf ging in 1998 helemaal op eigen benen verder en Fink werd er voorzitter van. Hij werd er ook nog voorzitter van de raad van bestuur, voorzitter van de uitvoerende en leiderschapscomités, voorzitter van de ondernemingsraad en medevoorzitter van het wereldwijde klantencomité.
In 1999 trok  BlackRock naar de beurs.

### 21e eeuw
In 2006 leidde Fink de fusie met Merrill Lynch Investment Managers waardoor het door BlackRock beheerde vermogen verdubbelde. Datzelfde jaar verwezenlijkte BlackRock met de aankoop voor 5,4 miljard dollar van Stuyvesant Town-Peter Cooper Village in Manhattan de grootste vastgoeddeal in de Amerikaanse geschiedenis tot dan toe. Helaas verloren BlackRocks klanten hun geld toen het project misliep. Het pensioenfonds California Public Employees' Retirement System bijvoorbeeld verloor een half miljard dollar.
Na de kredietcrisis van 2007-2008 sloot de Amerikaanse overheid een contract met BlackRock om te helpen bij het economische herstel. Hierdoor ontwikkelde Fink heel wat relaties met leden van het economisch herstelteam van president Obama, waaronder minister van Financiën Timothy Geithner. Die relaties leidden tot vragen over mogelijke belangenverstrengeling met betrekking tot zonder openbare aanbesteding vergunde overheidscontracten.
BlackRock nam ook veel voormalige medewerkers van de uitvoerende macht in dienst waardoor de band met de federale overheid nog werd versterkt. In 2016 hoopte Fink indien Hillary Clinton de presidentsverkiezingen zou winnen minister van Financiën te worden.
BlackRock kocht in 2009 Barclays Global Investors waarna het de grootste vermogensbeheerder ter wereld werd. Tijdens de coronapandemie in 2020 vroeg de federale overheid BlackRock wederom om hulp.

## Sociaal engagement
Fink staat bekend als democraat. Hij maakt deel uit van de raad van bestuur van New York-universiteit. Hij is co-voorzitter van NYU Langone Health, bestuurslid ('trustee') van de Boys & Girls Club van New York, bestuurder bij de Robin Hood Foundation en oprichter en bestuurder van de in 2009 opgerichte Lori and Laurence Fink Center for Finance & Investments aan de UCLA Anderson. Hij steunt de New York City Police Foundation.
In december 2016 trad Fink toe tot toenmalig president-elect Trumps adviserende zakenforum. In zijn jaarlijkse open brieven van 2018 tot 2020 vroeg Fink aan CEO's wereldwijd om verantwoordelijker te ondernemen, de klimaatcrisis te bestrijden, meer diversiteit in de besturen op te nemen en in te grijpen daar waar overheden falen. Na de moord op journalist Jamal Khashoggi besloot Fink niet deel te nemen aan een investeringsconferentie in Saoedi-Arabië.
Fink zit in het bestuur van het World Economic Forum (WEF) en is lid van de Council on Foreign Relations. In 2018 gaf Forbes hem de 28e plaatst op de Forbes-lijst van machtigste mensen. In augustus 2025 werd Fink samen met Andre Hoffmann interimvoorzitter van het WEF. Ondanks zijn enorme invloed en regelmatige optredens op CNBC is Fink vrij onbekend.

## Persoonlijke leven
Fink huwde in 1974 met Lori Weider, zijn jeugdliefde. Ze hebben drie kinderen. Zijn oudste zoon Joshua was CEO of Enso Capital, een failliet gegaan hedgefonds waarin ook Fink een aandeel had.
In 2004 kochten Fink en zijn vrouw Stanley Tucci's boerderij in North Salem voor 3,7 miljoen dollar en verwierven later nog zeven percelen in de omgeving waaronder een van Maurice Sendak voor 5,4 miljoen dollar. Ze bezitten ook nog een appartement in de Upper East Side te Manhattan en een huis in Aspen.
Volgens Forbes bedroeg Finks particulier vermogen in april 2025 1,2 miljard dollar.

## Kritiek
Hoewel Fink in zijn jaarlijkse open brieven oproept tot meer verantwoordelijk ondernemen wordt hij geregeld bekritiseerd. Vredesorganisaties bijvoorbeeld klagen aan dat BlackRock met zijn U.S. Aerospace and Defense ETF tot de grootste investeerders in de wapenindustrie behoort.
In 2021 ging BlackRock een sale and lease back-overeenkomst over gaspijpleidingen met Saudi Aramco aan. Een jaar later noemde The Guardian Fink een 'climate villain' (klimaatschurk) omdat BlackRock geld verdient aan ontbossing. Bluebell Capital Partners noemde Fink in 2022 hypocriet. Amerikaanse staten onder republikeins bestuur hadden dan weer kritiek op zijn ESG-beleid.

## Erkenning
- 2007 Golden Plate Award van de American Academy of Achievement
- 2015 Appeal of Conscience Award
- 2015 Americas Society Gold Medal
- 2016 UCLA Medal & ABANA Achievement Award
- 2019 Charles Schwab Financial Innovation Award